# نماذج العلاقة الكمية بين البنية والفعالية

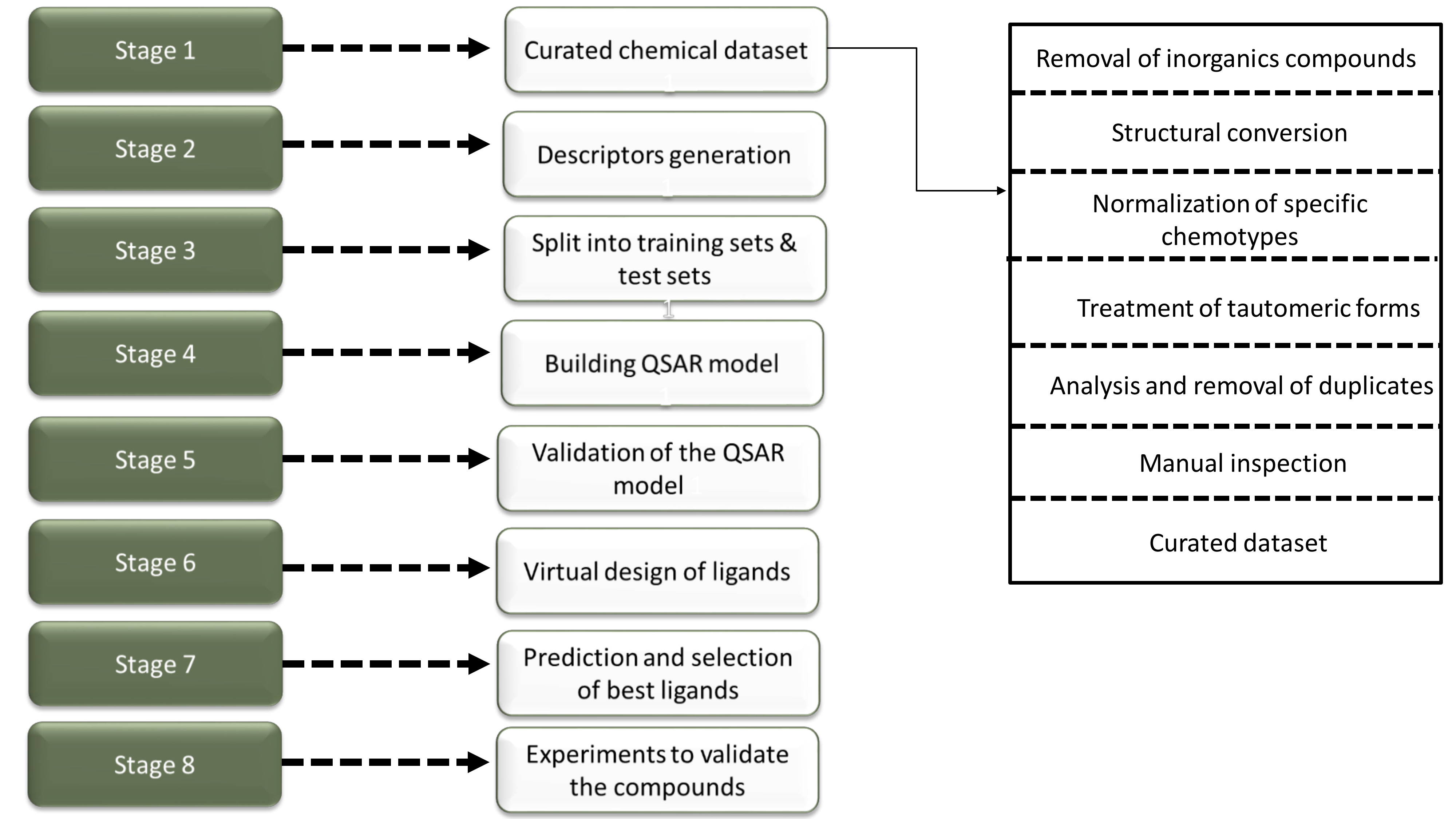

نماذج «العلاقة الكمية بين البنية والفعالية» Quantitative structure–activity relationship أو اختصاراً نماذج QSAR. وهي نماذج انحدارية أو تصنيفية، تُستَعمل في العلوم البيولوجية والكيميائية وفي الهندسة. تربط نماذج QSAR الانحدارية (مثل غيرها من نماذج الانحدار) مجموعة من المتغيرات «المُتَنبئة» (X) بمدى قوة متغير الاستجابة (Y)، في حين أن نماذج QSAR التصينفية تربط المتغيرات المُتَنبئة بقيمة فئوية categorical لمتغير الاستجابة.